# シティケーブルネット
株式会社シティケーブルネットは、かつて埼玉県所沢市に存在した、テレビ放送、インターネット、IP電話を業務し、ケーブルテレビ局を運営する、ジュピターテレコム（J:COM）の連結子会社である。ブランド名は「J:COM 所沢」。

## 沿革
- 1986年
  - 7月2日
    - 所沢テレビネットワーク株式会社が設立。
- 1991年
  - 4月1日
    - 開局[注 1]。
- 詳細年不明
  - 詳細月日不明
    - 株式会社シティケーブルネットに商号変更。
- 2002年
  - 2月28日
    - 親会社の株式会社トーメンメディアコムが、株式会社メディアッティ・コミュニケーションズに商号変更。
- 2006年
  - 6月1日
    - メディアッティブランドを導入。「メディアッティ所沢」に呼称変更。
- 2008年
  - 12月25日
    - 株式会社ジュピターテレコムが、株式会社メディアッティ・コミュニケーションズを完全子会社化。
- 2009年
  - 4月1日
    - 株式会社ジュピターテレコムが、株式会社メディアッティ・コミュニケーションズを吸収合併。
    - 株式会社ジュピターテレコムが株式を引き継ぎ、同社の連結子会社となる。
    - 呼称を「J:COM 所沢」に変更。
- 2011年
  - 3月1日
    - 株式会社ジェイコムさいたまに吸収合併されて解散。

## サービスエリア
- 埼玉県
  - 所沢市

## かつての事業所
本社
- 埼玉県所沢市北有楽町1番4号

## 業務内容
詳細についてはJCOM ケーブルTV事業部門を参照。
- J:COM TV

ケーブルテレビサービス。地上デジタル放送・BSデジタル放送も受信できる。
- J:COM NET

インターネット接続サービス。子会社のアットネットホームが運営している。
- J:COM PHONE

固定電話サービス。NTTに代わるIPプライマリ(0AB~J)電話。
- J:COM 緊急地震速報

気象業務支援センターの情報を元に専用端末にて計算され発報されるサービス。

## 主な放送チャンネル
- 2011年1月時点。
- 地上波以外のチャンネルについては地域により異なる点があるものの、基本的に全国一律運用となっている。

### テレビ
| リモ コン キー ID | 放送局           | チャンネル | チャンネル | チャンネル | 備考 |
| リモ コン キー ID | 放送局           | デジタル   | デジタル   | アナ ログ  | 備考 |
| リモ コン キー ID | 放送局           | 三桁       | 物理       | アナ ログ  | 備考 |
| ----------------- | ---------------- | ---------- | ---------- | ---------- | ---- |
| 1                 | NHK総合・東京    | 011        | UHF 27     | VHF 1      |      |
| 2                 | NHK教育・東京    | 021        | UHF 26     | VHF 3      |      |
| 3                 | テレ玉           | 031-0      | UHF 32     | VHF 11     |      |
| 3                 | tvk              | 031-1      | UHF ??     | UHF 13     |      |
| 4                 | 日本テレビ       | 041        | UHF 25     | VHF 4      |      |
| 5                 | テレビ朝日       | 051        | UHF 24     | VHF 10     |      |
| 6                 | TBSテレビ        | 061        | UHF 22     | VHF 6      |      |
| 7                 | テレビ東京       | 071        | UHF 23     | VHF 12     |      |
| 8                 | フジテレビジョン | 081        | UHF 21     | VHF 8      |      |
| 9                 | TOKYO MX         | 091        | UHF ??     | UHF 14     |      |
| 11                | J:COMチャンネル  | 111        | UHF ??     | VHF 9      |      |
| 12                | 放送大学テレビ   | 121        | UHF 28     | VHF 11     |      |

## 自主制作番組
コミュニティチャンネルである「J:COMチャンネル」で放送する自主制作番組。
放送中
- 『Hometown 所沢～こちとこ!!』（地域ニュース番組）
- 『すくすくキッズ』（所沢市内の幼稚園・保育園を紹介する番組）
- 『ところざわの名店！お店紹介』
- 『広報ところざわ・テレビ情報』（行政番組）
- 『日芸シネマ館』
- 『所沢ビデオ館』
- 『健康へのひと口』（所沢市歯科医師会提供番組）

終了

## かつての主要株主
株式会社ジュピターテレコム、カシオ計算機株式会社、船井電機株式会社、株式会社協和エクシオ、株式会社関電工、株式会社りそな銀行、山田食品産業株式会社、パイオニア株式会社、平岩建設株式会社、株式会社東栄、株式会社東芝、株式会社西武百貨店、所沢市、所沢商工会議所 ほか（2011年1月1日時点）